# スカーロード
マリアス・ルーカス・アントニオ・リススロップ（Marius Lucas Antonio Listhrop、1994年6月19日 - ）、通称スカーロード（Scarlxrd）は、イギリスのヒップホップミュージシャン。トラップとヘヴィメタル双方の要素を持ち併せた独特なスタイルが特徴。YouTube上ではユーチューバーマッツィ・マズ（Mazzi Maz）としても知られる。Scarlxrdとして活動する以前はニュー・メタルバンド、ミス・シティ（Myth City）でボーカルを務めていた。
シングル「Heart Attack」の動画がYoutube上で6000万回を越える再生数を獲得し、大きく知名度を上げる。その他、「King, Scar」「6 Feet」「Berzerk」「Head Gxne」などの著名な曲がある。

## 来歴

### 2012年～2014年
ミュージシャンとしてのキャリアを開始する以前は、Mazzi Mazという名のユーチューバーとして活動しており、自身を笑顔ではつらつなユーチューバーと称し、彼の自室で撮影した動画を投稿していた。同業者の友人にサム・ペッパー、カスパー・リーらがいる。リススロップとペッパーは世界的なコメディ・音楽イベントのWDGAF Tourに共に参加していた。Mazzi Maz名義での動画は2017年2月に彼自身の手で全て削除され、チャンネルもScarlxrdのものに置き換えられている。ユーチューバー時代の活動については当人曰く「うんざりしていた」という。

### 2014年～2016年
2014年、リススロップはMyth Cityのリードボーカルとして活動を開始する。彼自身はバンドの音楽性をラップとグラインドコアの融合と称していた。Youtube上の公式チャンネルは徐々にファンを獲得し、リススロップのアンクリーンボーカルに肯定的な意見が多かった一方で、ユーチューバーとしての彼の明るいイメージとの乖離に違和感を覚えてしまうという声も見られた。その後、2015年2月28日にセルフタイトルEPを発表している。

### 2016年～2018年
2016年8月、「Girlfriend」のリリースと共にScarlxrdとしてデビューする。現在のイメージとは違いマスクはしておらず、清涼感のあるトラックに彼のラッピングが乗るスタイルになっている。同年末、彼はセルフタイトル（日本語表記で「スカー藩主」となっている）と「Rxse」、計2枚のアルバムをリリースしている。2017年4月にさらに2枚のアルバム「Cabin Fever」「Chaxsthexry」をリリースした後、5月31日に「Chain$aw」、その一週間後に「King, Scar」のMVを公開。6月23日に公開した「Heart Attack」のMVは瞬く間に人気の動画になった。これらの成功は彼の盛んな音楽活動の原動力になったという。9月25日、5枚目のアルバム「Lxrdszn」をリリース。
2018年2月には当年度のレディング・フェスティバルへの出演が決定。4月、カーネイジの2枚目のアルバム「Battered Bruised & Bloody」（4月13日リリース）に収録の「Up NXW」にゲスト参加する。5月4日、アイランド・レコードに移籍した彼は通算6枚目、そして初のメジャーデビューアルバムである「Dxxm」をリリースする。

### 2019年～現在
2018年中旬から2019年初旬にかけてリリースしたシングル曲「Hxw They Judge」「Berzerk」「Sx Sad」「Head Gxne」を含めた7枚目のアルバム「Infinity」を3月15日にリリース。彼は同年のケラング！アワードのベスト・ブリティッシュ・ブレイクスルー部門にノミネートされている。

## 音楽性
彼のトラップとヘヴィメタルを掛け合わせたスタイルはトラップ・メタルとも呼称される。NMEの2018年の記事では、彼のことを「痛々しい門外漢のヒップホップ・アーティスト」「ラップ・メタルの権威」などと表現した。また、彼の音楽性については「絶叫するボーカルと、閉塞的なトラップのビート、耳をつんざくように歪んだギターの応酬」というように説明している。同時に、「自己陶酔的なラップとヘヴィメタルの融合」と呼称した。過去にはヘヴィメタルおよびミッシー・エリオット、ネリー、エミネムなどのヒップホップミュージシャンを聴いて育つ。Myth Cityに加入して以降は、リンキン・パーク、インキュバス、レイジ・アゲインスト・ザ・マシーン、デフトーンズといったバンドも聴いたという。
自身のアーティスト名を含め「o」を「x」で綴る傾向がある。彼のファッションや表現的嗜好は日本の文化、特にアニメに大きく影響を受けており、彼の元来のユーチューバーのイメージとかけ離れた特徴的なマスクは、東京喰種に登場するカネキのマスクにインスパイアされている。ただし「Infinity」のリリース前後、ミュージシャンとして成功を収めて以降は着用しなくなっている。またスリップノットからのビジュアル面での影響も公言している。

## ディスコグラフィ
| タイトル             | 詳細                                                                                                | チャート最高位 |
| タイトル             | 詳細                                                                                                | BG             |
| -------------------- | --------------------------------------------------------------------------------------------------- | -------------- |
| スカー藩主           | - リリース日: 2016年10月21日 - レーベル: Lxrd Records - フォーマット: DL                            | —              |
| Rxse                 | - リリース日: 2016年12月9日 - レーベル: Lxrd Records - フォーマット: DL                             | —              |
| Cabin Fever          | - リリース日: 2017年4月1日 - レーベル: Lxrd Records - フォーマット: DL                              | —              |
| Chaxsthexry          | - リリース日: 2017年4月1日 - レーベル: Lxrd Records - フォーマット: DL                              | —              |
| Lxrdszn              | - リリース日: 2017年9月29日 - レーベル: Lxrd Records - フォーマット: DL                             | —              |
| Dxxm                 | - リリース日: 2018年5月4日 - レーベル: Island Records, Lxrd Records - フォーマット: CD, LP, CS, DL  | 180            |
| Infinity             | - リリース日: 2019年3月15日 - レーベル: Island Records, Lxrd Records - フォーマット: CD, LP, CS, DL | 163            |
| Immxrtalisatixn      | - リリース日: 2019年10月4日 - レーベル: Island Records, Lxrd Records - フォーマット: —              | —              |
| Acquired Taste Vxl 1 | - リリース日: 2019年12月13日 - レーベル: Island Records, Lxrd Records - フォーマット: —             | —              |
| Scarhxurs            | - リリース日: 2020年2月28日 - レーベル: Island Records, Lxrd Records - フォーマット: —              | —              |